# Park Hwan-hee
Park Hwan-hee (13 de octubre de 1990) es una actriz y modelo surcoreana. Comenzó a ser conocida a través de la popular serie Descendientes del sol.

## Vida personal
Se casó con el rapero Bill Stax (anteriormente conocido como Vasco; nombre de nacimiento: Shin Dong-yeol) el 30 de julio de 2011 y se divorció 15 meses más tarde. Tienen un hijo, Shin Seop.

## Filmografía

### Serie de televisión
| Año  | Título                     | Rol                                 | Red  | Ref.        |
| ---- | -------------------------- | ----------------------------------- | ---- | ----------- |
| 2015 | Who Are You: School 2015   | Kim Kyung-jin (ep.1)                | KBS2 | [ 3 ]       |
| 2016 | Descendientes del sol      | Choi Min-ji                         | KBS2 | [ 4 ]       |
| 2016 | Uncontrollably Fond        | Ko Na-ri (adolescente)(ep.2)        | KBS2 | [ 5 ]       |
| 2016 | Celos encarnados           | Keum Soo-jung                       | SBS  | [ 6 ]       |
| 2017 | The King in Love           | Wang Dan                            | MBC  | [ 7 ]       |
| 2018 | Are You Human Too?         | Seo Ye-na                           | KBS2 | [ 8 ] [ 9 ] |
| 2021 | Jirisan                    | Hee-won                             | tvN  |             |
| 2023 | Payback                    | Eun Ji-hee de joven                 | SBS  | [ 10 ]      |
| 2023 | The Matchmakers            | Propietaria de la casa de huéspedes | KBS2 | [ 11 ]      |
| 2025 | Nuestro Seúl por descubrir | Kim Ro-sa de joven                  | tvN  | [ 12 ]      |